# Capo Wrath

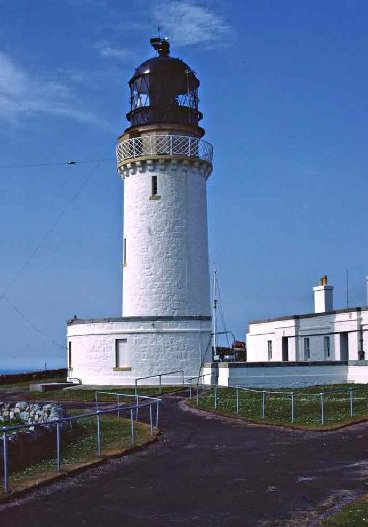
Il faro di Capo Wrath

Capo Wrath (in inglese Cape Wrath, in gaelico Am Parbh) è un capo del Sutherland, nella Scozia settentrionale.